# Annitella obscurata
Annitella obscurata är en nattsländeart som först beskrevs av Mclachlan 1876.  Annitella obscurata ingår i släktet Annitella och familjen husmasknattsländor. Arten är reproducerande i Sverige. Inga underarter finns listade i Catalogue of Life.